# Leo Samberger

Leo Samberger

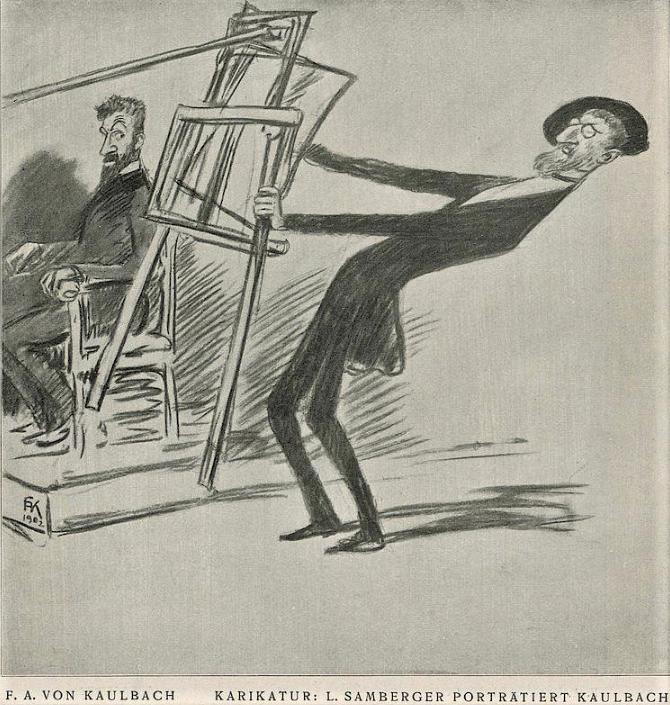
Leo Samberger porträtiert Friedrich August von Kaulbach. Karikatur von F. A, Kaulbach (1902)

Leo Samberger (* 14. August 1861 in Ingolstadt; † 8. April 1949 in München, nach anderen Angaben in Geitau) war ein deutscher Maler und Porträtist der Münchner Prominenz.

## Werdegang und Arbeit als Maler
Aufgewachsen ist Samberger in Bamberg. Von 1880 bis 1887 studierte er an der Akademie der Bildenden Künste in München, zunächst bei Gyula Benczúr, dann, nach einer Unterbrechung und Italienreisen, bei Wilhelm von Lindenschmit dem Jüngeren. Ab 1888 arbeitete er in wechselnden eigenen Ateliers in München. 1892 war Samberger eines der Gründungsmitglieder der Münchner Secession. Von 1889 bis 1895 arbeitete er in einem auch durch andere Münchner Künstler bekannt gewordenen Ateliergebäude an der Theresienstraße in der Münchner Maxvorstadt.
1904 nahm Samberger an der ersten Ausstellung des Deutschen Künstlerbundes in München mit dem Ölgemälde Nachtgedanken (einem anonymen Damenportrait) und vier weiteren Arbeiten teil.
Wegen der Luftangriffe auf München im Zweiten Weltkrieg lebte Samberger ab 1943 in Geitau. 1948 kehrte er nach München zurück und bezog ein Zimmer mit Notatelier im Schloss Suresnes; dort starb er im April 1949 an einer Grippe mit nachfolgender Lungenentzündung.

## Familie
Sambergers Mutter, die Tochter eines hohen Bayerischen Militärs, starb 1881. Sein Vater, ein Lehrer, teilte in den Jahren 1895 bis 1908 mit Leo Samberger in München die Wohnung, zunächst in der Knöbelstraße im Lehel dann – nach einer Unterbrechung durch Leos kurze erste Ehe – in der Kaulbachstraße in Schwabing. Im Jahr 1918 starb der Vater hochbetagt. Samberger war zweimal verheiratet. Nach dem Tod seiner ersten Frau heiratete er erneut; seine zweite Frau starb 1938. Sambergers Sohn Leo Samberger jr. war lange Jahre Kreisheimatpfleger in München.

## Verhältnis zum Nationalsozialismus
In der Zeit des Nationalsozialismus war Samberger Mitglied der Reichskammer der bildenden Künste. Für diese Zeit ist seine Teilnahme an 20 großen Ausstellungen sicher belegt, darunter von 1937 bis 1943 alle Großen Deutschen Kunstausstellungen in München. Er zeigte dort Porträts, u. a. 1940 die Ölgemälde „Reichsstatthalter Ritter von Epp“ und „Generaldirektor Dr. Buchner“, das Hitler für 3500 RM erwarb.
Eine NSDAP-Mitgliedschaft Sambergers ist nicht bekannt. Zusammen mit einer Reihe anderer Münchner Künstler, unter anderen German Bestelmeyer, Oswald Bieber, Roderich Fick, Angelo Jank und Richard Klein unterzeichnete Samberger die „Erklärung des Deutschen Künstlerbundes 1933“ gegen den „Kunstbolschewismus“, die im Juni im Völkischen Beobachter veröffentlicht wurde. Die Erklärung richtete sich im Besonderen gegen Emil Nolde, Karl Schmidt-Rottluff, Paul Klee, Ludwig Mies van der Rohe und die Künstlergruppe Die Brücke, allgemein gegen – so die Erklärung wörtlich – „[…] die Leute, die die künstlerischen Schrittmacher der zersetzenden kommunistischen Revolution gewesen sind und dabei stärkste und nachdrückliche Förderung vom marxistischen Staat, dem Logen- und Judentum erfahren haben […].“
Samberger wurde 1944 auf die Gottbegnadeten-Liste der wichtigsten Maler des NS-Staates gesetzt.

## Werk
Samberger ist vor allem als Porträtmaler hervorgetreten. In der Anfangszeit seines Schaffens stand er unter dem Einfluss von Franz von Lenbach, entwickelte jedoch später einen eigenen für ihn typischen Ausdruck, der durch einen groben, wenig detailgetreuen Strich gekennzeichnet ist und der bisweilen als impressionistisch gedeutet wurde.
Samberger porträtierte die Münchner Prominenz seiner Zeit, vor allem Personen aus der Künstlerschaft. Neben seinen Ölgemälden ist eine Serie von Kohlezeichnungen Münchner Künstler bedeutsam. Auch als Heiligenmaler trat Samberger hervor. Die Liste bekannter Münchner Personen, die von ihm porträtiert wurden, ist lang. Am bekanntesten sind seine Porträts von Joseph Schülein, Pater Rupert Mayer, Papst Benedikt XV. und Papst Pius XI. Beispiele für weitere Porträtierte sind Jakob Bradl, August Drumm, Ludwig Eberle, Gabriel von Hackl, Peter Lippert, Franz Reber, Rudolf Schramm-Zittau und Joseph Wenglein.
Leo Sambergers Werk wurde ab 1910 in zahlreichen Zeitschriftenartikeln und Monographien beschrieben.

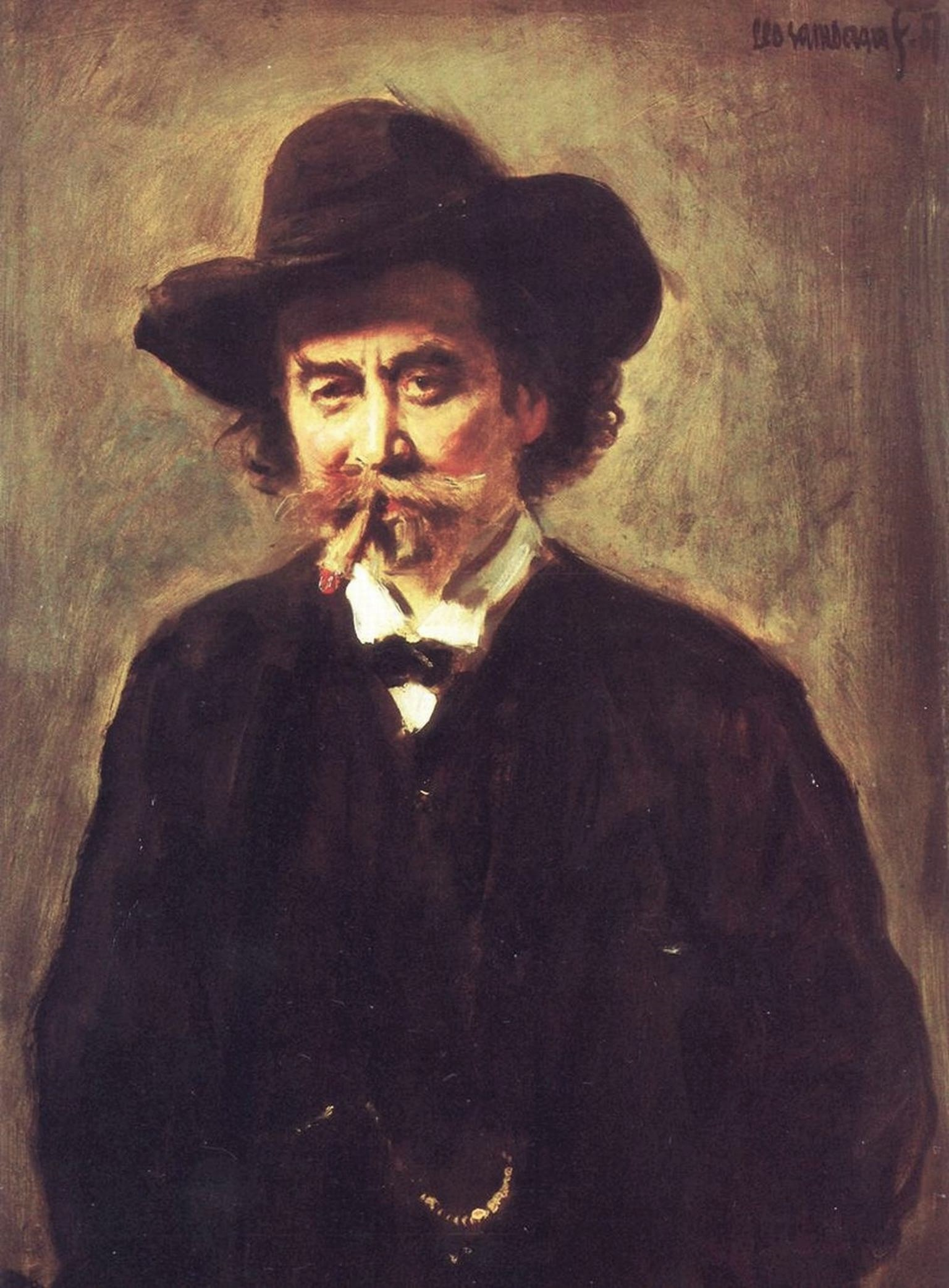
Bildnis Joseph Schülein
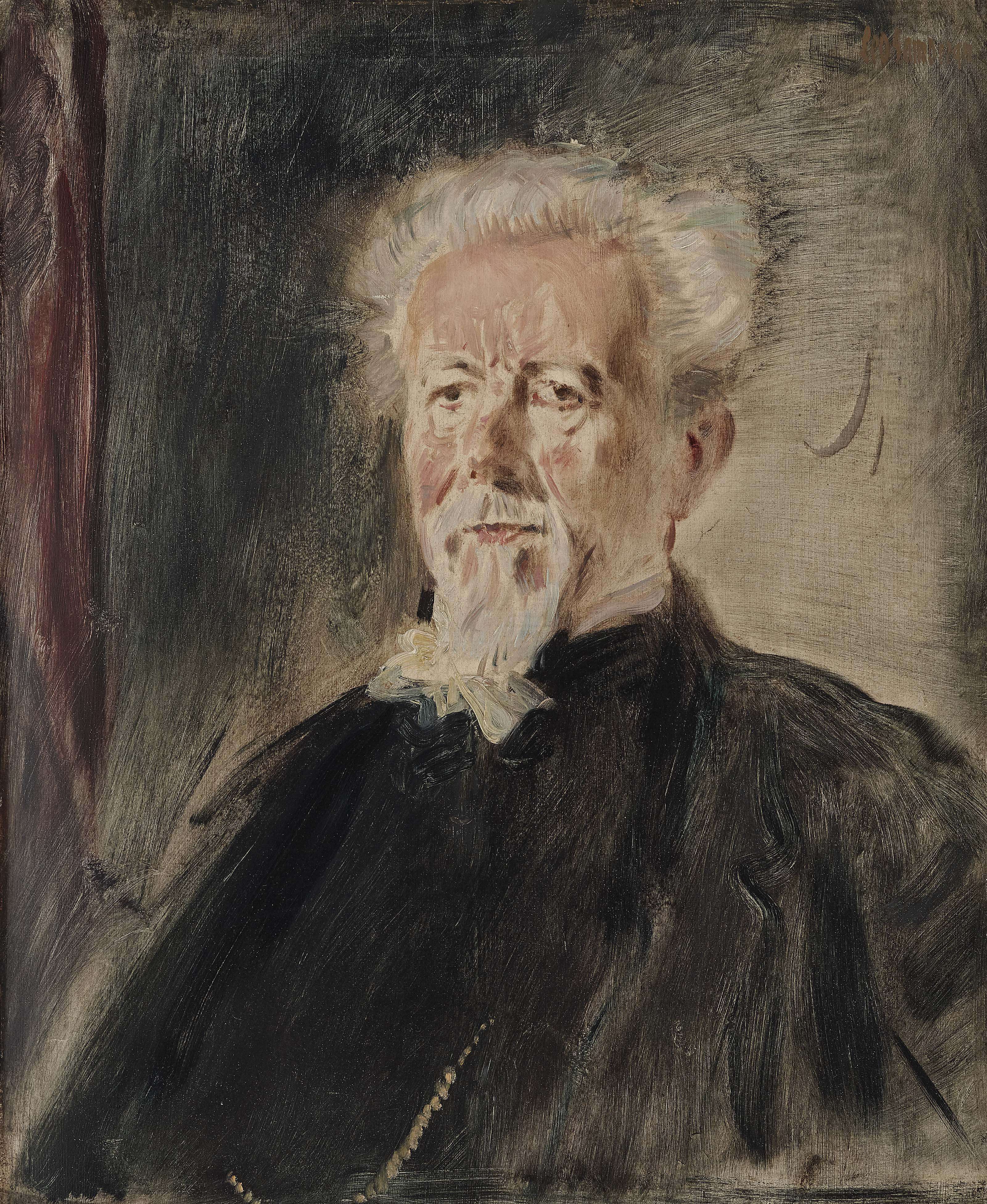
Bildnis Georg Kerschensteiner
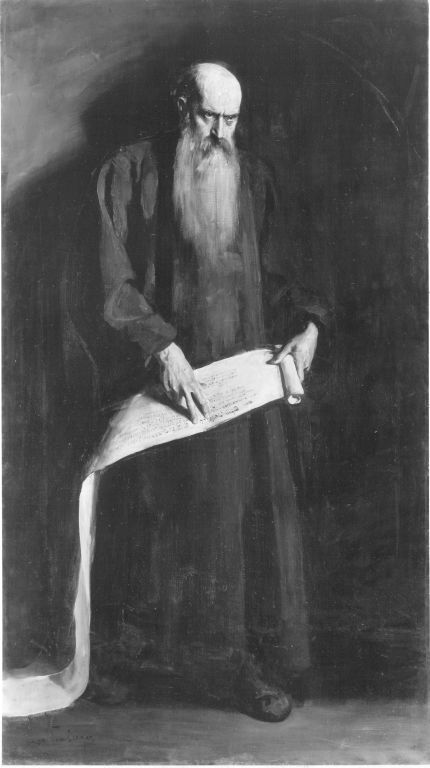
Prophet Ezechiel

## Eigenbeschreibung
„Den Malerkollegen Huber-Feldkirch habe ich an einem Nachmittag als fertiges Porträt gemalt. Dies liegt mir bei meinem Temperament doch wohl am meisten. Das Ausarbeiten nämlich in die feinen Details ist nicht meine Sache. Mich drängt irgendwie das kühne Vorstoßen.“

## Weitere Ausstellungen (unvollständig)
- Mit einem Bild vertreten auf der Internationalen Kunstausstellung der Münchner Sezession, 1893
- Winter-Ausstellung der Münchner Secession: Josef Flossmann, Leo Samberger, Ignacio Zuloaga, 1912
- auf der Ausstellung im Münchner Glaspalast mit 24 Ölgemälden vertreten, 1926
- mit 42 Kohlezeichnungen im Glaspalast vertreten, 1927
- Sonderausstellung zu seinem 70. Geburtstag im Glaspalast, 1931
- Teilnahme an der Münchener Kunstausstellung, Kunstpalast Düsseldorf 1932
- Gedächtnisausstellung in Ingolstadt, 1949
- Studio-Ausstellung der Bayerischen Staatsgemäldesammlungen, 1987

## Ehrungen und Mitgliedschaften
- Ehrenmitglied der Akademie der Bildenden Künste München, seit 1900[11]
- Bayerischer Maximiliansorden für Wissenschaft und Kunst, 1910
- Goethe-Medaille für Kunst und Wissenschaft, 1941[12]
- Mitglied der Bayerischen Akademie der Schönen Künste, 1948
- Benennung von Straßen in München-Solln, 1953,[13] und Ingolstadt